# Thomas Allofs
Thomas Allofs (Düsseldorf, 17 novembre 1959) è un ex calciatore tedesco di ruolo attaccante. Con la nazionale tedesca fu vicecampione del mondo nel 1982.
Fratello di Klaus Allofs, attualmente è membro del consiglio d'amministrazione del Fortuna Düsseldorf.

## Carriera

### Club
Thomas Allofs inizia la sua carriera nel settore giovanile del TuS Gerresheim, squadra di Düsseldorf.
Intraprende la carriera professionistica nel 1978, militando nel Fortuna Düsseldorf, squadra dove gioca anche suo fratello Klaus. Il debutto avviene il 12 agosto, già alla prima giornata della Bundesliga 1978-79, nella gara casalinga contro il Werder Brema, vinta 3-1; gioca gli ultimi 16 minuti, rilevando Fleming Lund.
Mette a segno la prima rete in campionato il 29 aprile 1979, nella trasferta contro il Duisburg: il suo gol, realizzato al 66º minuto, è decisivo nella vittoria per 2-1 della propria squadra.
Rimane per 4 anni al Fortuna; in questo lasso di tempo vince 2 Coppe di Germania consecutive - nel 1979 e nel 1980; in questa seconda è grande trascinatore, realizzando 5 gol, di cui uno, quello decisivo, nella finale contro il Colonia - e disputa da titolare la finale di Coppa delle Coppe 1978-1979 contro il Barcellona. Le sue buone prestazioni inducono il commissario tecnico della Germania Ovest, Jupp Derwall, a convocarlo per i Mondiali 1982, dove tuttavia non scenderà mai in campo.
Nel 1982 si trasferisce al Kaiserslautern, dove debutta con un gol. In 4 anni di permanenza nel club della Renania-Palatinato non vince alcun titolo, ma tiene un'alta media realizzativa in campionato, segnando 61 reti in 126 incontri.
Nel 1986 passa al Colonia, dove ritrova il fratello Klaus. In questo club ottiene i migliori piazzamenti in campionato, raggiungendo il 3º posto nel 1987-88 ed il 2º nel 1988-89; quest'ultimo campionato lo vede anche laurearsi capocannoniere con 17 reti, in coabitazione con il calciatore del Bayern Monaco Roland Wohlfarth.
Nel 1989 si trasferisce all'estero, andando a giocare nella D2 francese, allo Strasburgo. Si tratta di una breve parentesi di sette mesi, dopodiché rientra in Germania, tornando nel club degli esordi, il Fortuna Düsseldorf. Un problema ai legamenti lo costringe al ritiro, nel 1992.

### Nazionale
Conta 17 presenze e due gol nella Under-21 tedesco-occidentale. Con la nazionale maggiore vanta due presenze; la prima il 16 ottobre 1985 durante il match di qualificazione al Mondiale 1986 contro il Portogallo, la seconda il 21 settembre 1988 nell'amichevole con l'URSS. È stato convocato da Jupp Derwall per il Mondiale 1982 in Spagna, ma non è mai sceso in campo.

## Palmarès

### Club
- Coppa di Germania: 2

Fortuna Düsseldorf: 1978-1979, 1979-1980

### Individuale
- Capocannoniere della Bundesliga: 1

1988-1989 (17 gol, a pari merito con Roland Wohlfarth)